# Samir Ghanem
Samir Ghanem Youssef (em árabe: سمير غانم) é um comediante, cantor e artista egípcio.

## Carreira profissional
Ghanem nasceu em al-taAtawlah, Assiute. Ele foi membro do trio de comédia Tholathy Adwa'a El Masrah, com George Sidhom e El Deif Ahmed.
Após a morte de El Deif Ahmed, em 1970, Ghanem e Sidhom continuaram com o mesmo nome (Tholathy Adwa'a El Masrah) até a década de 1980. Após a morte de Ahmed, a dupla comediante continuou produzindo peças. Os dois mais famosos são:
- Música no distrito oriental
- Al-Mutazawwigun (casado)

Samir Ghanem costumava apresentar um programa OTV chamado An Hour With Samir Ghanem.

## Vida pessoal
Ele é o pai das atrizes Donia Samir Ghanem e Amal (Emy Samir Ghanem).

## Trabalhos recentes
Enquanto George Sidhom se aposentou anos atrás devido a um derrame, Samir Ghanem ainda está ativo e continua produzindo peças.
- Goha governa a cidade
- Faris wa Bani Khayban (O Cavaleiro e o Clã dos Desastres)
- Akhuya Hayes wana Layes (feliz é meu irmão, estou perdido)
- Ana wal-Nizam wa Hawak (Eu, o governo e o seu amor)
- Bahloul fi Istanbul (Bahloul em Istambul)
- Ana wa Mirati wa Monica (eu, minha esposa e Monica)
- Almotazaowegoun
- Layouts de Wana, Akhoia Hayes
- mamno3 fe lelet el do5la
- Lahfa (2015)
- Fel la la land (2017)